# Олаф (Peanuts)
Вижте пояснителната страница за други значения на Олаф.
Олаф (Olaf) е един от рядко появяващите се герои от поредицата карикатури Фъстъци на Чарлс М. Шулц. Олаф живее с брат си Енди в една ферма. Героят е с наднормено тегло и не си прилича със Снупи и останалите братя и сестри.
Олаф се появява за първи път в през януари 1989, когато посещава Снупи. След това Луси записва Олаф в състезание за грозни кучета, което той печели. Появява се отново през 1994, когато той, Енди и Спайк посещават Снупи в болницата. След като Снупи оздравява, тримата братя си тръгват, без да се сбогуват.
След това Олаф и Анди се появяват три пъти през същата година. Седят срещу една плевня, размишлявайки по кой път да поемат. След това се появяват понякога.